# Rahmania
Rahmania (em árabe: الرحمانية) (anteriormente Sainte-Amélie, durante a colonização francesa), é um município localizado na província de Argel, no norte da Argélia. Sua população era de 7 396 habitantes, em 2008.